# John Charles Phillips
John Charles Phillips (Boston, 1876- Nuevo Hampshire 1936) fue un zoólogo, y ecólogo estadounidense. A la edad de veinte años se fue a Groenlandia con Peary, y en 1906 viajó con Theodore Lyman a Japón y Corea.
Durante los años siguientes, viajó a México, y se fue por el Nilo hacia Kartum en 1908. Exploró extensivamente a través de las Rocallosas Canadienses y el gran Noroeste de Estados Unidos, y también la Baja California en 1910.
Poco antes de la Primera Guerra Mundial, visitó el Sudán anglo-egipcio, el Monte Sinaí y Arabia.
Su formación médica le llevó a asumir el mando de un hospital de campaña durante la guerra.
Durante los años 1923 y 1924, acompañado por su esposa y su hijo mayor, viajó extensamente a través de Kenia, Uganda y el Congo Belga del Este haciendo colecciones zoológicas para el Museo de Zoología Comparada, de la que fue benefactor de Harvard.
A través de los años, John Phillips hizo puntualmente sus contribuciones al estudio de la genética, y sus cuatro volúmenes sobre la Historia Natural de patos es una monografía de referencia ampliamente reconocida.
Su obra en la conservación comenzó con el campo y la ciudad, y se extendió al Estado de Massachusetts, donde jugó un papel decisivo en las pesqueras de Massachusetts, las administraciones de reservas públicas y organizaciones privadas similares para llevar adelante las actividades de conservación que no podían ser manejados por las agencias gubernamentales locales y estatales.
Trabajó constantemente para aumentar la consciencia pública sobre las fuerzas de la destrucción de la vida silvestre que fueron aumentando de año en año.
Sus viajes por el extranjero le hicieron particularmente consciente de la necesidad de asistencia de Estados Unidos en el campo de la conservación internacional.
En 1930 el Club Boone y Crockett, del que él era vicepresidente, funda el Comité para la Protección de la Vida Silvestre, Committee for International Wild Life Protection, con el fin de representar el interés estadounidense de protección internacional de vida silvestre, convirtiéndose en su primer presidente y sirvió en ese cargo hasta su muerte en 1938.

## Algunas publicaciones
- 1930. American waterfowl: their present situation and the outlook for their future. Con Frederick Charles Lincoln, e ilustró Allan Brooks. Ed. Houghton Mifflin Co. 312 pp.

- 1924. J.C. Phillips' Collection of African Birds. Ed. Museum of Comparative Zoology, 31 pp.

- 1922. A Natural History of the Ducks: Plectropterinae, Dendrocygninae, Anatinae. Vol. 1. Ed. ilustrada, reimpresa de Courier Dover Public. 419 pp. en línea ISBN 0486251411, ISBN 9780486251417

- 1913. Notes on a Collection of Birds from the Sudan. Vol. 51 y 58 de Bull. of the Mus. of Comparat. Zool. at Harvard Coll, 27 pp.

- 1911. On Germinal Transplantation in Vertebrates. N.º 144 de Carnegie institution of Washington. Con William Ernest Castle. Ed. Carnegie institution of Washington. 26 pp.

## Abreviatura (zoología)
La abreviatura J.C.Phillips  se emplea para indicar a John Charles Phillips como autoridad en la descripción y taxonomía en zoología.